# فرودگاه میکولون
فرودگاه میکولون (به انگلیسی: Miquelon Airport) (به زبان بومی: Aéroport de Miquelon) یک فرودگاه همگانی با کد یاتا MQC است که یک باند فرود آسفالت دارد و طول باند آن ۱۰۰۰ متر است. این فرودگاه در کشور کانادا قرار دارد .